# Dactylorhiza traunsteineri
L'orchidea di Traunsteiner (Dactylorhiza traunsteineri (Saut. ex Rchb.) Soó, 1962) è una pianta erbacea appartenente alla famiglia delle Orchidacee.

## Etimologia
L'epiteto specifico (traunsteineri) è in onore del farmacista austriaco Joseph Traunsteiner (1798 – 1850) di Kitzbühel (Austria).
Il binomio scientifico di questa pianta inizialmente era Orchis traunsteineri, proposto dal botanico e ornitologo tedesco Heinrich Gottlieb Ludwig Reichenbach (1793 – 1879), modificato successivamente in quello attualmente accettato (Dactylorhiza traunsteineri) proposto dal botanico Anton Eleutherius Sauter (1800 – 1881) e successivamente dal botanico ungherese Károly Rezso Soó (1903 – 1980) nel 1962.
In lingua tedesca questa pianta si chiama Traunsteiners Knabenkraut; in francese si chiama Orchis di Traunsteiner; in inglese si chiama Narrow-leaved Marsh-orchid.

## Descrizione

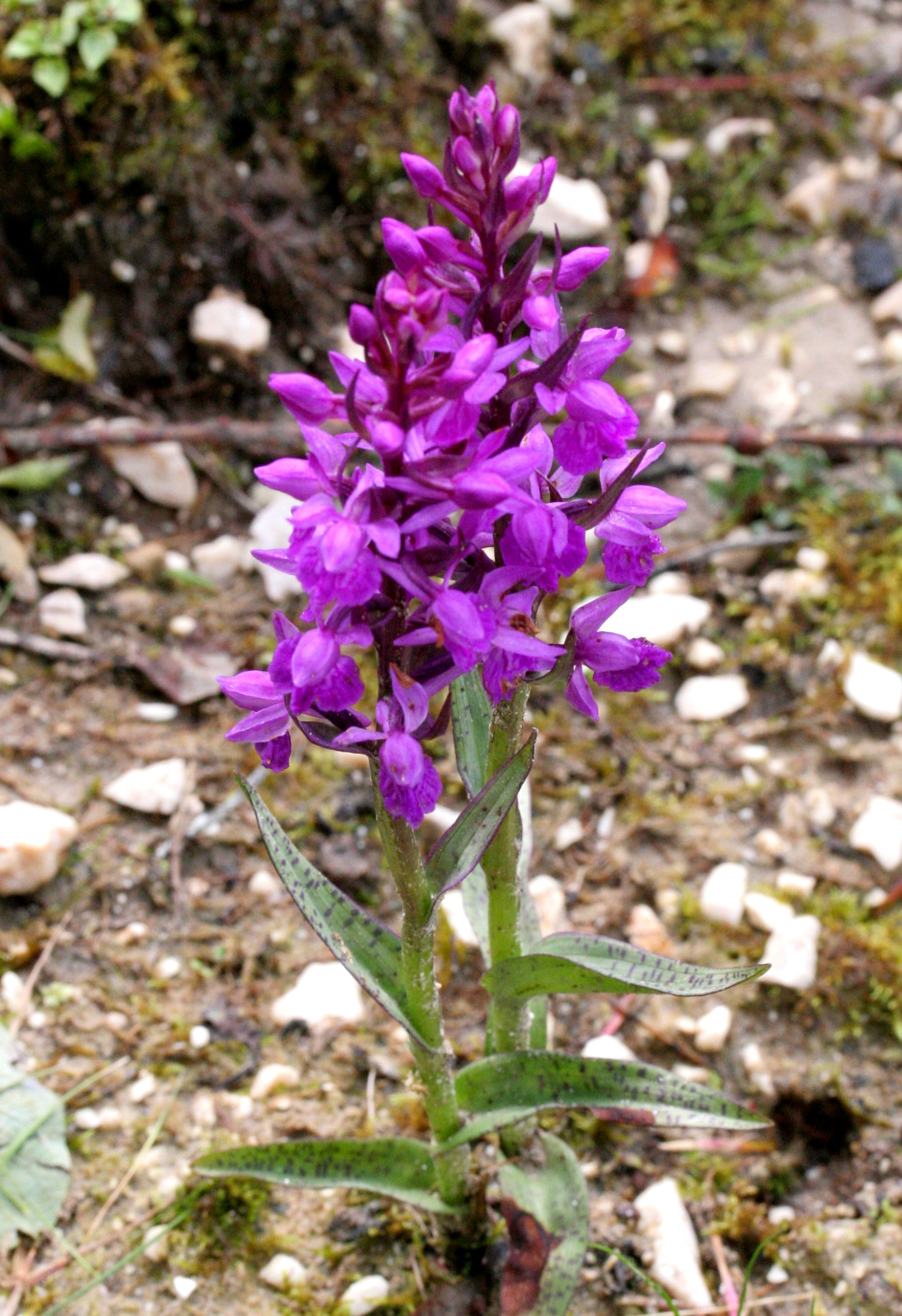
Il portamento
Località: Giardino Botanico Alpino "Giangio Lorenzoni", Pian Cansiglio, Tambre d'Alpago (BL), 1000 m s.l.m. - 13/6/2009

Questa pianta, fondamentalmente glabra, è alta da 10 a 40 cm. La forma biologica è geofita bulbosa (G bulb), ossia sono piante perenni erbacee che portano le gemme in posizione sotterranea. Durante la stagione avversa non presentano organi aerei e le gemme si trovano in organi sotterranei chiamati bulbi o tuberi, organi di riserva che annualmente producono nuovi fusti, foglie e fiori. È un'orchidea terrestre in quanto contrariamente ad altre specie, non è “epifita”, ossia non vive a spese di altri vegetali di maggiori proporzioni.

### Radici
Le radici sono fascicolate e secondarie da bulbo, e si trovano nella parte superiore dei bulbi.

### Fusto
- Parte ipogea:  la parte sotterranea del fusto è composta da due tuberi palmati ognuno più o meno profondamente diviso in più lobi o tubercoli (caratteristica peculiare del genere Dactylorhiza);  il primo svolge delle importanti funzioni di alimentazione del fusto, mentre il secondo raccoglie materiali nutritizi di riserva per lo sviluppo della pianta che si formerà nell'anno venturo.
- Parte epigea: la parte aerea del fusto è eretta, sottile e gracile, cilindrica e cava (è comunque poco comprimibile). Alla base sono presenti alcune guaine (resti di foglie atrofizzate), mentre nella parte superiore è angolosa e può essere violacea.

### Foglie
Le foglie (poche: 3 – 4) sono tutte carenate a disposizione eretta (quasi patente); la superficie presenta (ma non sempre) delle "macchie" scure; sono presenti inoltre delle nervature parallele disposte longitudinalmente. Le foglie possono essere sia radicali (o basali) che caulinari; entrambe sono amplessicauli e abbraccianti il fusto.
- Foglie basali: quella basali sono lanceolate-lineari o lineari con apice lungamente acuto.
- Foglie cauline: quelle cauline sono progressivamente più strette e più brevi.

Dimensione delle foglie: larghezza 1 cm; lunghezza 6 – 12.

### Infiorescenza

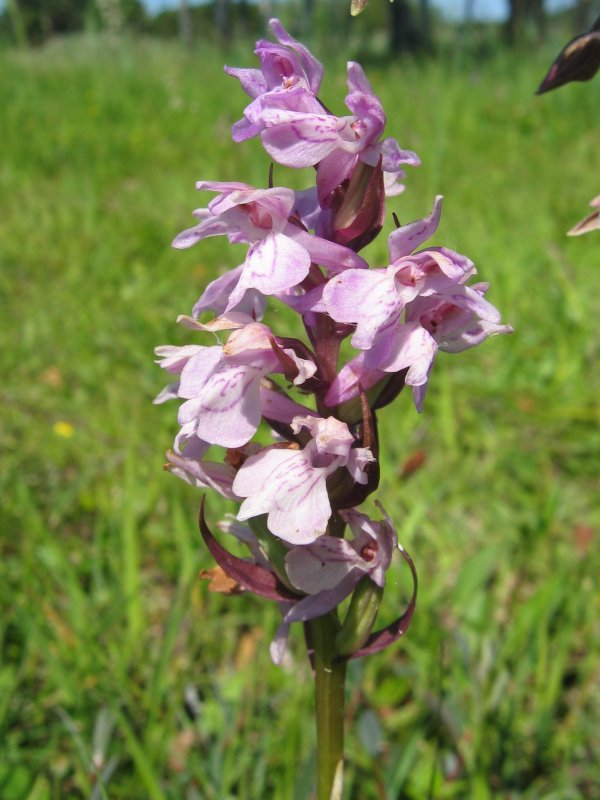
Infiorescenza

L'infiorescenza di tipo pauciflora è composta da fiori (da 8 a 12) pedicellati e raccolti in lasse spighe; la forma è sub-cilindrica ovvero ovale. I fiori sono posti alle ascelle di brattee a forma lanceolato-lineare; quelle inferiori sono lunghe come i fiori o più; hanno un colore verde scuro quasi bruno. I fiori inoltre sono resupinati, ruotati sottosopra tramite torsione dell'ovario; in questo caso il labello è volto in basso. Lunghezza dell'infiorescenza: 3 – 10 cm.

### Fiore

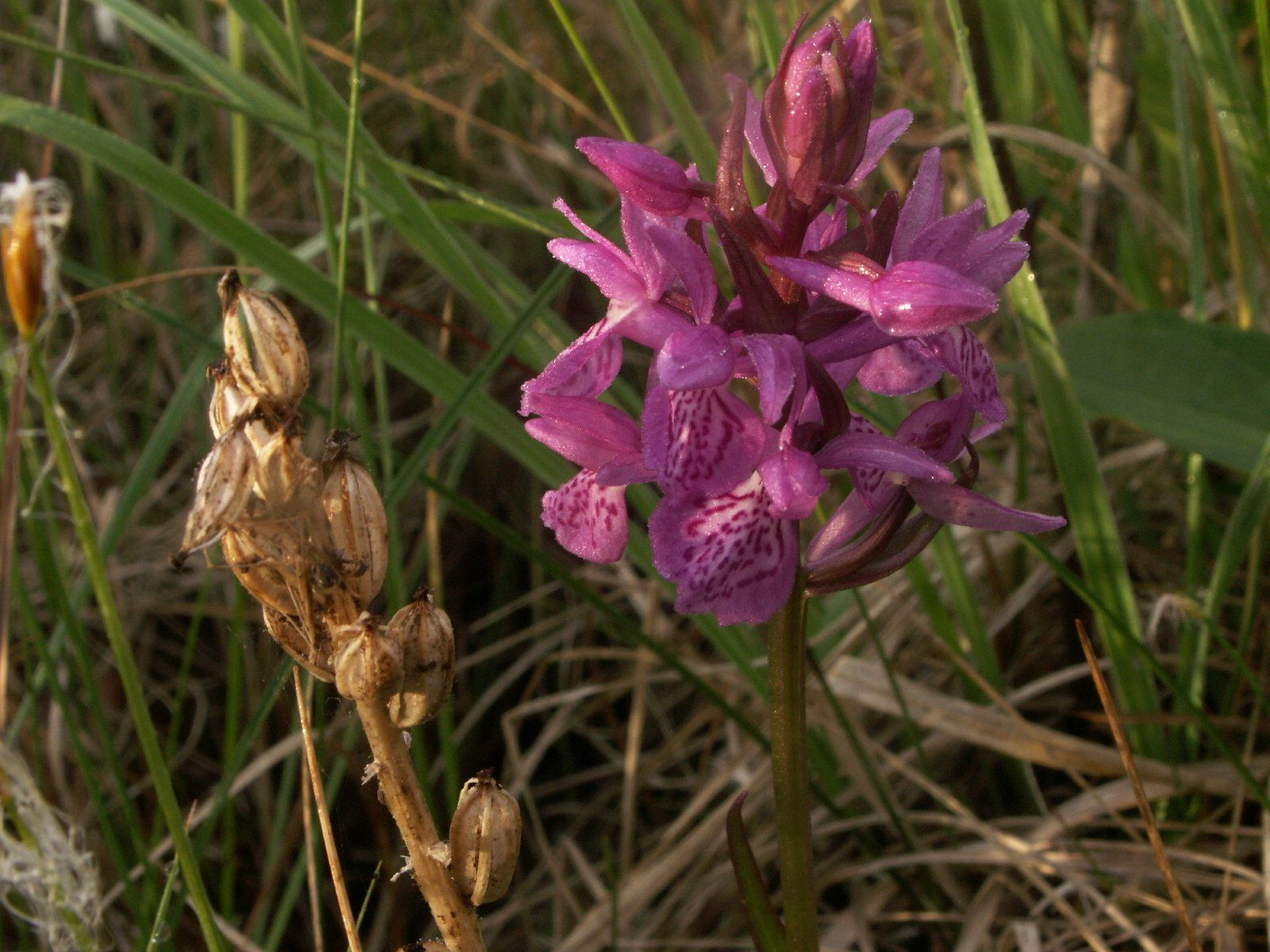
I fiori e i frutti

I fiori sono ermafroditi ed irregolarmente zigomorfi, pentaciclici (perigonio a 2 verticilli di tepali, 2 verticilli di stami (di cui uno solo fertile – essendo l'altro atrofizzato), 1 verticillo dello stilo).  I colori dei fiori è porporino con screziature più scure presenti soprattutto sul labello. Dimensione di fiori: 10 – 15 mm.
- Formula fiorale: per queste piante viene indicata la seguente formula fiorale:

P 3+3, [A 1, G (3)]
- Perigonio: il perigonio è composto da 2 verticilli con 3 tepali (o segmenti) ciascuno (3 interni e 3 esterni). I tepali esterni sono patenti (e comunque non conniventi a quello centrale – come invece nel genere affine Orchis): i due laterali hanno una forma lineare con i bordi rientranti, mentre quello centrale è più ovato e concavo e insieme ai due tepali interni centrali (che sono conniventi) formano una specie di cappuccio a protezione degli organi riproduttori. Dei tre tepali interni quello mediano (chiamato labello) è molto diverso dagli altri.
- Labello:  il labello (semplice – non formato da due parti distinte), brevemente saldato al ginostemio, è trilobo ed è lievemente più largo che lungo; i lobi laterali sono più larghi di quello centrale. La parte interna del labello è più chiara; è inoltre piegato longitudinalmente. Sul retro, alla base, il labello è prolungato in uno sperone a portamento orizzontale, più breve dell'ovario (meno della metà di quest'ultimo). Dimensione del labello: larghezza 9 mm; lunghezza 9 mm. Lunghezza dello sperone: 5 mm.
- Ginostemio:  lo stame con le rispettive antere (in realtà si tratta di una sola antera fertile biloculare – a due logge) è concresciuto con lo stilo e forma una specie di organo colonnare chiamato "ginostemio"[5]. Quest'organo è posizionato all'interno-centro del fiore e in questa specie è molto breve ma con una ampia area stigmatifera. Il polline ha una consistenza gelatinosa; e si trova nelle due logge dell'antera, queste sono fornite di una ghiandola vischiosa (chiamata retinacolo). I pollinii sono inseriti sui due retinacoli tramite delle caudicole, mentre i retinacoli sono protetti da un'unica borsicola rostellare (a forma di coppa). L'ovario, sessile in posizione infera  è formato da tre carpelli fusi insieme[3].
- Fioritura: fiorisce da maggio a luglio.

### Frutti
Il frutto è una capsula.  Al suo interno sono contenuti numerosi minutissimi semi piatti. Questi semi sono privi di endosperma e gli embrioni contenuti in essi sono poco differenziati in quanto formati da poche cellule. Queste piante vivono in stretta simbiosi con micorrize endotrofiche, questo significa che i semi possono svilupparsi solamente dopo essere infettati dalle spore di funghi micorrizici (infestazione di ife fungine). Questo meccanismo è necessario in quanto i semi da soli hanno poche sostanze di riserva per una germinazione in proprio.

## Biologia
La riproduzione di questa pianta può avvenire in due modi: 
- per via sessuata grazie all'impollinazione degli insetti pronubi, specialmente bombi. Questi posandosi sul labello per raggiungere con la proboscide il nettare contenuto nel fondo dello sperone, si agitano e si sfregano contro il ginostemio (posto in questo momento sopra il loro corpo) che vibrando rilascia del polline che va a posarsi sulle pari pelose dell'insetto. Quando lo stesso insetto si posa su un'altra orchidea parte di questo polline rimane attaccato al retinacolo (posto nella zona centrale del ginostemio) per merito della sostanza vischiosa presente sulla sua superficie. È avvenuto così il trasferimento del polline da un fiore all'altro. A questo punto lo stigma (parte inferiore del ginostemio) rimane impollinato, si sviluppa quindi un budello pollinico che entrando nell'ovario feconderà l'ovulo[2]. La germinazione dei semi è tuttavia condizionata dalla presenza di funghi specifici (i semi sono privi di albume – vedi sopra).
- per via vegetativa in quanto uno dei due bulbi possiede la funzione vegetativa per cui può emettere gemme avventizie capaci di generare nuovi individui (l'altro bulbo generalmente è di riserva).

## Distribuzione e habitat
- Geoelemento: il tipo corologico (area di origine) è Endemico – Alpico ma anche Eurosiberiano.
- Diffusione: in Italia questa pianta si trova solo nelle Alpi (più precisamente nelle seguenti province: CN AO NO BG BS TN BZ BL UD), altrove è rarissima.  A causa della scomparsa del suo habitat è un'orchidea a rischio di estinzione. Sui rilievi europei si trova nelle seguenti zone: Massiccio Centrale, Massiccio del Giura, Vosgi e Foresta Nera.
- Habitat: l'habitat tipico sono le torbiere e gli acquitrini; ma anche le sorgenti, le cadute d'acqua e i prati e pascoli igrofili. Il substrato preferito è sia calcareo che siliceo con pH neutro e un terreno a basso contenuto nutrizionale che deve essere bagnato.
- Diffusione altitudinale: sui rilievi queste piante si possono trovare dai 600 fino a 1600 m s.l.m.; frequentano quindi i seguenti piani vegetazionali: collinare, montano e subalpino.

### Fitosociologia
Dal punto di vista fitosociologico la specie di questa voce appartiene alla seguente comunità vegetale:
Formazione: delle comunità delle paludi e delle sorgenti 
Classe: Scheuchzerio-Caricetea fuscae

## Tassonomia
All'interno del genere Dactylorhiza l'orchidea di questa voce fa parte della sezione Maculatae caratterizzata dall'avere dei tuberi profondamente divisi in diversi tubercoli e lo sperone del labello più breve dell'ovario (nell'altra sezione Sambucinae i tuberi sono divisi solamente all'apice e lo sperone è più lungo dell'ovario).
Il numero cromosomico di D. traunsteineri è: 2n = 80.

### Sottospecie
Sono note le seguenti sottospecie:
- Dactylorhiza traunsteineri subsp. traunsteineri
- Dactylorhiza traunsteineri subsp. curvifolia (F.Nyl.) Soó
- Dactylorhiza traunsteineri subsp. irenica (F.M.Vázquez) Kreutz
- Dactylorhiza traunsteineri subsp. rhaetica (H.Baumann & R.Lorenz) F.Benoît
- Dactylorhiza traunsteineri subsp. schurii (Klinge) Kreutz
- Dactylorhiza traunsteineri subsp. turfosa (F.Proch.) Kreutz
- Dactylorhiza traunsteineri subsp. vosagiaca Kreutz & P.Wolff

### Ibridi
All'interno del gruppo Goup of Dactylorhiza majalis sono frequenti gli ibridi e quindi la possibilità che si fissino dei particolari caratteri morfologici (introgressione), questo specialmente per la copia Dactylorhiza traunsteineri/Dactylorhiza lapponica. 
Altri ibridi sono possibili con le seguenti specie (tra parentesi il nome dell'ibrido - questi ibridi non sempre sono riconosciuti da tutti i botanici):
- Dactylorhiza majalis H.Baumann & Künkele, 1983 (= Dactylorhiza × dufftiana (Schulze) Soó, 1962)
- Dactylorhiza incarnata (L.) Soó (= Dactylorhiza × gotlandica Kreutz, 1993)
- Dactylorhiza fuchsii (Druce) Soó (= Dactylorhiza × silvae-gabretae F.Proch. & V.Čurn, 1999
- Dactylorhiza maculata (L.) Soó, 1962 (= Dactylorhiza × jenensis (auct., non A. Brand) Soó, 1966)
- Dactylorhiza majalis (Rchb.) P.F. Hunt & Summerh
- Dactylorhiza alpestris (Pugsley) Aver. (= Dactylorhiza × mielichhoferi Klinge, 1898)

Sono possibili anche ibridi con generi diversi:
- Gymnadenia odoratissima (L.) Rich. (= ×Dactylodenia aravardii M.Gerbaud & O.Gerbaud, 1997)
- Gymnadenia conopsea (L.) R.Br., 1813 (= ×Dactylodenia fuchsii (G. Keller & Soó) E. Peitz, 1972)

### Sinonimi
La specie di questa voce ha avuto nel tempo diverse nomenclature. L'elenco che segue indica alcuni tra i sinonimi più frequenti:
- Dactylorhiza majalis subsp. traunsteineri (Saut. ex Rchb.) H. Sund., 1980
- Dactylorchis traunsteineri (Saut. ex Rchb.) Verm., 1947
- Orchis traunsteineri Rchb., 1830 (basionimo)
- Orchis traunsteinerioides (Pugsley) Pugsley

### Specie simili
Il portamento gracile ed esile di questa orchidea la rende abbastanza distinguibile da altre specie. Elenchiamo comunque alcune specie che o nella fase iniziale della crescita o a causa di particolari condizioni dell'habitat possono essere confuse con la pianta di questa voce (per i vari confronti sia morfologici che anatomici vedere le relative voci di questa enciclopedia):
- Dactylorhiza maculata (L.) Soó
- Dactylorhiza majalis (Rchb.) P.F. Hunt & Summerh
- Dactylorhiza incarnata (L.) Soó
- Dactylorhiza lapponica subsp. rhaetica H.Baumann & R.Lorenz.

## Conservazione
Come tutte le orchidee è una specie protetta e quindi ne è vietata la raccolta e il commercio ai sensi della Convenzione sul commercio internazionale delle specie minacciate di estinzione (CITES).